# Galafrone
Galafrone è un personaggio presente nel poema Orlando innamorato di Matteo Maria Boiardo. Viene inoltre nominato nell' Orlando furioso di Ludovico Ariosto.
È re del Catai e padre di Angelica, la fanciulla che ammaliò persino il valoroso Orlando, e di Argalìa, un abile guerriero. Secondo la profezia del negromante Malagigi, Argalia sarebbe stato armato da Galafrone con un destriero nero, una lancia dorata e un anello prodigioso per annientare il potere di Carlo Magno.
È un personaggio ricorrente dell'epopea carolingia nell'Opera dei Pupi siciliana.